# Constel·lació del Reticle
El Reticle (Reticulum) és una petita constel·lació de l'hemisferi sud. Fou introduïda per Nicolas-Louis de Lacaille fent referència al reticle, un instrument científic utilitzat per mesurar les posicions de les estrelles.

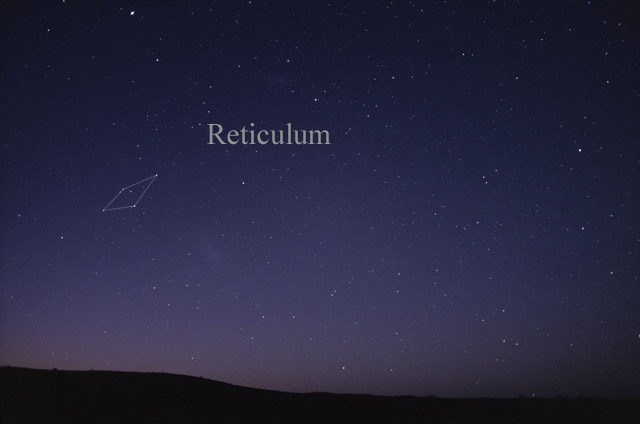

## Estrelles principals

### α Reticuli
L'estrella principal de Reticulum és α Reticuli, una estrella gegant de la magnitud aparent 3,33. És una estrella gegant distant 160 anys llum, 100 vegades més lluminosa que el Sol i 20 vegades més grossa. No sembla voltar sobre ella mateixa, la seva rotació és massa feble per ser mesurada.
Té un company de magnitud aparent 12, distant 2.450 ua que descriu una òrbita en 60.000 anys.

### Altres estrelles
ζ Reticuli és una estrella doble que pot ser resolta a l'ull nu amb les condicions de tenir una vista excel·lent i de disposar de bones condicions d'observació car les dues estrelles que la componen estan al límit de la visibilitat: ζ² Ret és de la magnitud 5,24 i ζ¹ Ret és de la magnitud 5,54.
HD 23079 té un planeta 2,61 vegades més massiu que Júpiter, i que orbita en 738,459 dies a la distància d'1,65 ua. HD 27442 (una estrella doble) també té un planeta d'1,28 vegades la massa de Júpiter que volta seguint una òrbita gairebé circular d'1,18 ua en 423,841 dies.

### Taula de recapitulació de les estrelles de Reticulum
| Estrella | Magnitud aparent | Magnitud absoluta | Distància (anys llum) | Tipus espectral |
| -------- | ---------------- | ----------------- | --------------------- | --------------- |
| α Ret    | 3,33             | -0,17             | 163                   | G7III           |
| β Ret    | 3,84             | 1,41              | 100                   | K0IV SB         |
| ε Ret    | 4,44             | 3,14              | 59                    | K2IV            |
| γ Ret    | 4,48             | -1,41             | 491                   | M4III           |
| δ Ret    | 4,56             | -1,5              | 530                   | M2III           |
| κ Ret    | 4,71             | 3,05              | 70                    | F5IV-V          |
| ι Ret    | 4,97             | -0,06             | 331                   | K4III           |
| ζ² Ret   | 5,24             | 4,83              | 39                    | G1V             |
| η Ret    | 5,24             | -0,09             | 380                   | G7III           |
| HR 1340  | 5,45             | 0,88              | 267                   | K0III           |

Nota: Els valors numèrics provenen de les dades mesurades pel satèl·lite Hipparcos

## Objectes celestes
Les galàxies espirals NGC 1313 – una radiogalàxia – i NGC 1559 es troben igualment en aquesta constel·lació. El supercúmul Rellotge-Reticle és un supercúmul de galàxies que oscil·la entre els 700 milions i els 1.200 milions d'anys llum de la Terra.

## Història
La constel·lació fou creada per Jakob Bartsch al segle xvii qui l'anomenà el Rhombe. Reintroduïda per Nicolas-Louis de Lacaille el 1752, amb el nom de Réticule Rhombique abans de ser anomenat simplement Reticle en el segle xix. Com moltes altres constel·lacions modernes, porta el nom d'un aparell científic, un reticle, un instrument que permet mesurar la posició de les estrelles.